# دهستان کوسالو
دهستان کوسالو (به لاتین: Kuusalu Parish) یک دهستان در استونی است که در شهرستان هاریو واقع شده‌است.

## خصوصیات
دهستان کوسالو ۷۰۷٫۹۷ کیلومترمربع مساحت و ۶٬۸۶۳ نفر جمعیت دارد.

## خواهرخوانده
شهر Sipoo خواهرخواندهٔ دهستان کوسالو هست.